# Tropical Smoothie Cafe
O Tropical Smoothie Cafe, também conhecido como Tropical Smoothie, é uma franquia de restaurantes nos Estados Unidos. A Tropical Smoothie Cafe opera em mais de 1.400 locais em todo o país.

## História
A Tropical Smoothie começou como uma loja de smoothies em 1993 no Panhandle da Flórida. A Tropical Smoothie Franchise Development Corporation foi fundada em 1997 em Destin, Flórida, e a primeira loja franqueada foi aberta em 1998 em Tallahassee, Flórida. Atualmente, a sede do Tropical Smoothie Cafe fica em Atlanta, Geórgia.
Em 1999, eles introduziram uma linha de itens alimentícios, incluindo sanduíches e wraps. À medida que mais locais foram abertos, os Cafés individuais reformularam a decoração de suas lojas para oferecer um tema de casa de praia com paredes brancas brilhantes, um conceito de cozinha aberta, cores vibrantes e obras de arte tropicais.
Em 2006, o Tropical Smoothie Cafe abriu sua 200ª loja em Virginia Beach, Virgínia, e em 2011 abriu sua 300ª loja em Fort Myers, Flórida. Abriu sua 400ª loja em Toledo, Ohio, 500ª loja em Westland, Michigan, e em 2017 sua 600ª loja em Joplin, Missouri. Em 2019, abriram a 800ª unidade em Arlington Heights, Illinois.
Os fundadores e proprietários originais, Eric e Delora Jenrich e David Walker, vieram de franquias e usaram esse conhecimento para desenvolver o Tropical Smoothie Cafe. À medida que cresciam, eles recrutaram outras pessoas do setor de alimentos.
Em 2012, a empresa de private equity Buckhead Investment Partners (BIP) comprou o controle acionário da Tropical Smoothie Cafe. Eric Jenrich e David Walker permaneceram no conselho de administração, e o ex-diretor de operações Mike Rotondo foi promovido para substituir Jenrich como diretor executivo em 2012 até sua saída em 2018. Scott Pressly, sócio do BIP, que era consultor financeiro e estratégico da cadeia desde 2007, atuou como presidente do conselho até 2020. A marca foi adquirida pela empresa de private equity Levine Leichtman Capital Partners (LLCP) em setembro de 2020. Charles Watson é o diretor executivo.
Entre 2019 e 2021, a empresa patrocinou o nome do Frisco Bowl.

## Menu
As vendas do Tropical Smoothie Cafe são compostas por 50% de vendas de smoothies e 50% de vendas de alimentos em todo o sistema.
Em maio de 2013, o Tropical Smoothie Cafe começou a oferecer um substituto de carne vegano e não transgênico chamado Beyond Meat, que é feito de uma mistura de proteína de fava, proteína de ervilha, farinhas e fibras. Em julho de 2013, o Tropical Smoothie Cafe anunciou que o Beyond Meat se tornaria um item permanente do cardápio em determinados locais.